# ریشه‌های تاریک زمین
«ریشه‌های تاریک زمین» (به انگلیسی: Dark Roots of Earth) آلبومی از تستمنت است که در سال ۲۰۱۲ میلادی منتشر شد.